# Kroniki wojenne
Kroniki wojenne (ros. Боевые страницы, Wojewyje stranicy) – radziecki film animowany z 1939 roku w reżyserii Dmitrija Babiczenko o historii radzieckiej armii.
Film wchodzi w skład serii płyt DVD Animowana propaganda radziecka (cz. 4: Naprzód ku świetlanej przyszłości).